# William Willis
William Willis (circa 1876 - 1939) was een Brits beul.
Willis begon zijn loopbaan als beulsknecht in 1906. In 1923 voltrok hij zijn eerste executie. In 1926 werd hij van de lijst geschrapt nadat hij dronken en agressief handelde bij de ophanging van Johannes Mommers.
In totaal heeft Willis twaalf executies voltrokken.